# Энциклопедический лексикон
Энциклопедический лексикон (Энциклопедическій лексиконъ), также по имени издателя Лексикон Плюшара — первая русская универсальная энциклопедия. Издавалась в Санкт-Петербурге в 1835—1841 годах. Охватила лишь часть алфавита от «А» до «Д».

## Значение
Как первая российская энциклопедия со значительным количеством оригинальных статей русских авторов, Энциклопедический лексикон оказал влияние на последующие дореволюционные издания, в первую очередь на завершённый Военный энциклопедический лексикон, ряд статей которого был сокращением статей Энциклопедического лексикона.
К составлению Энциклопедического лексикона были привлечены крупнейшие учёные и литераторы, в их числе академик медицины Г. П. Бонгард, военный историк Н. С. Голицын, ориенталист академик Я. И. Шмидт, профессор всеобщей истории И. П. Шульгин, филолог академик Д. И. Языков, драматург А. И. Булгаков и другие видные учёные эпохи.

## История
В апреле 1834 года известный петербургский книгоиздатель А. А. Плюшар сделал предложение Н. И. Гречу начать издание «Лексикона» по образцу Conversations-Lexicon Брокгауза и стать его главным редактором. Первоначальный авторский коллектив составил более 100 человек: члены пяти академий, профессора, литераторы, артисты и другие выдающиеся деятели этого времени. Была попытка привлечь к изданию «Лексикона» А. С. Пушкина: он присутствовал на одном собрании авторов, после чего сделал известную запись в дневнике:
«Вчера было совещание литературное у Греча об издании русского Conversations Lexikon. Нас было человек со сто, большею частию неизвестных мне русских великих людей… Я подсмотрел много шарлатанства и очень мало толку. Предприятие в миллион, а выгоды не вижу. Не говоря уже о чести. Охота лезть в омут, где полощутся Булгарин, Полевой, Свиньин…»

Четыре первые тома вышли в течение 1835 года. Подписчиков было более 6000. В 1836 году вышли еще два тома, но позже назначенных сроков, потому что сотрудники не доставляли статей вовремя, растягивали их (например, арифметика заняла пятьдесят страниц мелкой печати), выдавали переводные статьи за собственные сочинения. Лексикон постепенно терял в качестве содержания и в количестве подписчиков. Многие учёные прекратили своё содействие.
С VIII тома (1837) главным редактором издания стал, бывший помощником Н. И. Греча, А. Ф. Шенин.
В сентябре 1838 года вышел XIV том — уже под редакцией О. И. Сенковского, который раздал набранным им людям статьи немецкого Conversations-Lexicon и велел перевести; издание было составлено без старания и наполнено ошибками.
Затем, Д. И. Языков собрал XV и XVI тома. Известно, что несколько статей для XV тома написал Михаил Лонгинов. Между тем Плюшар обанкротился, и издание остановилось.
К 1841 году вышло лишь 17 томов из намеченных 40. Том XVII издания (Дио—Дят) оказался последним. Выходил он под надзором комиссии, учреждённой по делу разорения книгоиздательской фирмы Плюшара.

## Состав томов
1. А—АЛМ (1835)
2. АЛМ—АРА (1835)
3. АРА—АФО (1835)
4. Б—БАР (1835)
5. БАР—БИН (1836)
6. БИН—БРА (1836)
7. БРА—БЯЛ (1836)
8. В—ВАР (1837)
9. ВАР—ВЕС (1837)
10. ВЕС—ВКУ (1837)
11. ВЛА—ВОН (1838)
12. ВОО—ВЯЧ (1838)
13. Г—ГЕМ (1838)
14. ГЕМ—ГОР (1838)
15. ГОР—ДАШ (1838)
16. ДВА—ДИОН (1839)
17. ДИО—ДЯТ (1841)